# 1706 Dieckvoss
Az 1706 Dieckvoss (ideiglenes jelöléssel 1931 TS) a Naprendszer kisbolygóövében található aszteroida. Karl Wilhelm Reinmuth fedezte fel 1931. október 5-én, Heidelbergben.